# Modeste Legouez
Modeste Legouez, né le 24 septembre 1908 à Épreville-près-le-Neubourg et mort le 30 janvier 1989, est un homme politique français, sénateur de l’Eure de 1959 à 1989.

## Biographie
Agriculteur (propriétaire-exploitant), Legouez s'initia à la politique en devenant le premier président des Chemises vertes d'Henri Dorgères dans les années 1930 .

## Décorations
- Chevalier de l'ordre du Mérite agricole

## Source
- Ressource relative à la vie publique :   - Sénat
- Notices d'autorité :   - VIAF
  - ISNI
  - BnF (données)